# II Giochi asiatici
I II Giochi asiatici si disputarono a Manila, Filippine, dal 1 al 9 maggio 1954.

## Medagliere
| #      | Nazione       | Oro | Argento | Bronzo | Totale |
| ------ | ------------- | --- | ------- | ------ | ------ |
| 1      | Giappone      | 38  | 36      | 24     | 98     |
| 2      | Filippine     | 14  | 14      | 17     | 45     |
| 3      | Corea del Sud | 8   | 6       | 5      | 19     |
| 4      | Pakistan      | 4   | 5       | 0      | 9      |
| 5      | India         | 4   | 4       | 5      | 13     |
| 6      | Taiwan        | 2   | 4       | 6      | 12     |
| 7      | Israele       | 2   | 1       | 1      | 5      |
| 8      | Birmania      | 2   | 0       | 2      | 4      |
| 9      | Singapore     | 1   | 3       | 4      | 8      |
| 10     | Ceylon        | 0   | 1       | 1      | 2      |
| 11     | Indonesia     | 0   | 0       | 3      | 3      |
| 12     | Hong Kong     | 0   | 0       | 1      | 1      |
| Totale | Totale        | 77  | 77      | 75     | 229    |

## Risultati
- Nuoto
- Pallacanestro
- Pallanuoto